# Leichtflüchtige chlorierte Kohlenwasserstoffe
Leichtflüchtige chlorierte Kohlenwasserstoffe (Abkürzung LCKW) sind Chlorkohlenwasserstoffe mit einem hohen Dampfdruck, die über die Luft in die Umwelt eingetragen werden. Es handelt sich um Derivate von Methan, Ethan und Ethen, bei denen Wasserstoff-Atome durch Chlor-Atome substituiert sind. LCKW sind weniger eine Stoffgruppe im streng chemischen Sinne, es ist vielmehr ein Begriff aus den Umweltwissenschaften, unter dem Substanzen zusammengefasst werden, die eine vergleichbare anwendungstechnische Bedeutung haben bzw. hatten (Lösungsmittel u. a.), die ein ähnliches Verhalten in der Umwelt zeigen (z. B. vergleichsweise hohe Flüchtigkeit) und die gemeinsam analysiert werden können (z. B. Dampfraum-Gaschromatographie).

## Einzelsubstanzen

### Derivate von Methan
- Chlormethan (CH3Cl, Trivialname: Methylchlorid)
- Dichlormethan (CH2Cl2, Trivialname: Methylenchlorid)
- Trichlormethan (CHCl3, Trivialname: Chloroform)
- Tetrachlormethan (CCl4, Trivialname: Tetrachlorkohlenstoff oder Tetra)

### Derivate von Ethan
- Chlorethan (C2H5Cl, Trivialname: Ethylchlorid)
- 1,2-Dichlorethan (C2H4Cl2, Trivialname: Ethylendichlorid)
- 1,1,1-Trichlorethan (C2H3Cl3, Trivialname: Methylchloroform)
- 1,1,2,2-Tetrachlorethan (C2H2Cl4, Trivialname: Acetylentetrachlorid)

### Derivate von Ethen
- Chlorethen (C2H3Cl, Trivialname: Vinylchlorid)
- 1,1-Dichlorethen (C2H2Cl2, Trivialname: Vinylidenchlorid)
- cis-1,2-Dichlorethen (C2H2Cl2, Trivialname: Cis)
- trans-1,2-Dichlorethen (C2H2Cl2, Trivialname: Trans)
- Trichlorethen (C2HCl3, Trivialname: Trichlorethylen oder Tri)
- Tetrachlorethen (C2Cl4, Trivialname: Perchlorethylen oder Per)

## Verwendung, Produktion, Bildung
Für leichtflüchtige Chlorkohlenwasserstoffe gibt/gab es zwei Hauptanwendungsgebiete: Sie sind Ausgangsstoffe für die Kunststoffproduktion (Chlormethan, 1,2-Dichlorethan, Chlorethen) und dienen/dienten als Lösungs- bzw. Reinigungsmittel (Dichlormethan, 1,1,1-Trichlorethan, Trichlorethen, Tetrachlorethen). Die Weltproduktionsmengen lagen in den 1980er Jahren bei über 1000 kt/a, in Deutschland bei 150 kt/a. Die Produktionsmengen sind rückläufig. Für einzelne LCKW sind für Deutschland in der FCKW-Halon-Verbots-Verordnung bzw. in der Chemikalienverbotsverordnung Verbote, Produktionsreduktion oder Ausstiegszeiten festgelegt.
Einzelne LCKW können auch unbeabsichtigt bei Verbrennungsprozessen, z. B. von PVC, entstehen oder wurden als natürliche Stoffwechselprodukte mariner Algen, von Seetang und terrestrischer Pilze nachgewiesen. Trichlormethan kann sich bei der Trinkwasserchlorung in Gegenwart von Huminsäuren bilden. Chlorethen und die drei Isomere des Dichlorethens können im Untergrund von Tri- und Tetrachlorethen-Schadensfällen durch reduktive mikrobielle Dechlorierung entstehen.

## LCKW als Umweltschadstoffe
Die als Lösungs- und Reinigungsmittel verwendeten LCKW verdunsteten bis weit in die 1980er Jahre überwiegend in die Atmosphäre. Aufgrund ihrer langen Lebensdauer sind LCKW noch heute ubiquitär in der Atmosphäre nachweisbar. Große Mengen von LCKW gelangten in der Vergangenheit durch Unachtsamkeit, unsachgemäßen Umgang, Ablagerung LCKW-haltiger Abfälle (z. B. Schleif-, Galvanik- und Ölschlämme) oder durch Unfälle in den Untergrund. LCKW-Schadensfälle bilden eine eigene Kategorie innerhalb der Altlasten.